# Ivan Pudar
Ivan Pudar, född den 16 augusti 1961 i Zemun, Jugoslavien, är en jugoslavisk/kroatisk före detta fotbollsspelare som tog OS-brons med Jugoslavien vid de olympiska sommarspelen 1984 i Los Angeles.